# Moldanubický pluton
Moldanubický pluton (německy Moldanubischer Pluton) je plutonický komplex v oblasti moldanubika. Zaujímá území podkovovitého tvaru o celkové rozloze 6000 km² (nejrozsáhlejší hercynský komplex vyvřelých hornin v Českém masívu), táhnoucí se od Regensburgu podél Dunaje a od něj stáčející se k severu až k Pelhřimovu a Jihlavě. Rozkládá se tedy na území České republiky, Rakouska a Německa. Vznikl pravděpodobně v závěru hercynského vrásnění, někteří autoři jej však považují za starší, snad až předkambrický (assyntský).
Je tvořen několika typy granitu až granodioritu (rastenberský, weinsberský, eisgarnský, freistadtský, mauthausenský typ), dále křemenné diority, tonality a durbachity. V moldanubickém plutonu se nachází řada žilných ložisek barevných a vzácných kovů – četné jsou křemenné žíly se zlatem na Šumavě i v Pošumaví a rovněž žíly s křemeno-karbonátovou žilovinou a zrudněním Pb-Zn, v nichž se těžilo stříbro (např. Jihlavský rudní revír, Rudolfovský rudní revír, okolí Havlíčkova Brodu, Pelhřimova, Telče).

## Výskyt
Skládá se ze dvou větví, které vybíhají z ústředního tělesa v rakouském Waldviertelu.
Východní větev (českomoravská) má směr SSV–JJZ a tvoří střed Českomoravské vrchoviny. Táhne se od Světlé nad Sázavou přes Novou Bystřici a Gmünd až k Dunaji.
Druhá větev vybíhá z Waldviertelu k severozápadu na Šumavu a sahá až k Řeznu. Je méně souvislá než větev českomoravská. Skládá se z četných větších i menších, laločnatě omezených těles, která jsou však v hloubce spojena.

### Moldanubický pluton v Česku
Na českém území Šumavy jej tvoří několik masivů: prášilský, vyderský, masiv Plechého, masiv Želnavské hornatiny a lipenský. Dále vystupuje v Novohradských horách, na Českomoravské vrchovině a na Lišovském prahu (ševětínský typ).

### Moldanubický pluton v Německu
Bavorským lesem probíhá 150 km dlouhá křemenná žíla Pfahl. Na dlouhé vzdálenosti se tento křemenný val zvedá díky odolnosti hornin až přibližně třicet metrů nad okolí. Podél této linie je celá řada menších granitoidních masivů weinsberského a eisgarnského typu.

### Moldanubický pluton v Rakousku
Na území Rakouska je nejrozsáhlejší těleso granitu weinsberského typu (název podle lokality Weinsberg) ve Waldviertelu. Další velká tělesa jsou u Freistadtu a u Rastenbergu.

## Horninové typy
Centrální masiv intrudoval do hotových krystalických břidlic – břidličných rul, které metamorfoval na cordieritické ruly a částečně je i migmatizoval. Jsou v něm zastoupeny různé horninové typy v dílčích tělesech, je však méně pestrý než středočeský pluton. Jeho horniny jsou geneticky příbuzné, charakteristický je pro ně vysoký podíl K2O. Hlavní typy, seřazené podle stáří jsou:
1. typ
- Olivínovce – zjištěny jen jako uzavřeniny v žulách ve Waldviertelu.
- Gabra – drobné pně v cordieritických rulách u Korolup sz. od Podhradí nad Dyjí.
- Diority – v podobě čočkovitých těles v rulách, hlavně v Rakousku. Kry dioritů bývají uzavřeny v mladších žulách.[2]

2. typ
Z žulových hornin je nejstarší weinsberská žula. Je porfyrovitá, s tlustě tabulkovitými vyrostlicemi draselného živce, biotitická. Je rozšířena hlavně v Rakousku, na české území zasahuje v horském masivu Luzného na Šumavě. Odrůdou weinsberské žuly je rastenberská žula, blízká syenitu s amfibolem i pyroxenem. Tvoří samostatné těleso východně od centrálního masivu, jihovýchodně od Gmündu. V Česku se jí velmi podobá třebíčský syenit. 
3. typFreistadtský granodiorit (mladší než weinsberská žula). Jeho těleso leží mezi Kaplicí a Freistadtem. Na území Česka zasahuje málo, tvoří tzv, ševětínský granodiorit (Ševětín u Hluboké nad Vltavou). V tělese freistadtského granodioritu jsou zastoupeny světlé, středně zrnité horniny, které svým složením kolísají od tonalitu a trondhjemitu až k žule, bohaté plagioklasem.
4. typMauthausenská žula je biotitická až dvojslídná intruzivní hornina, která je rozšířena patrně pouze mimo území Česka, v Rakousku při Dunaji. Její odrůdou je žula scherdingská.
5. typEisgarnská žula je nejmladším typem a tvoří téměř celou českomoravskou část centrálního masivu. V Česku se nazývá číměřská (Zoubek, podle Číměře u Jindřichova Hradce), nebo mrákotínská (Koutek, podle Mrákotína západně od Telče) žula. Je to světlá, středně zrnitá až jemnozrnná dvojslídná hornina s vyrostlicemi tence tabulkovitého draselného živce. Nejsevernější oddělená část centrálního masivu západně od Havlíčkova Brodu má název melechovský (světelský) masiv. Petrograficky je shodný s číměřským typem. Je rozdělován na jemnozrnější žulu lipnickou a hrubozrnější žulu melechovskou (světelskou). Číměřské žule je velmi příbuzná žula plöckensteinská, vystupující v oblasti Plechého (Pleknštejna) na Šumavě. Nepatrně mladší diferenciát číměřské žuly, který v ní tvoří těleso východně a severovýchodně od Nové Bystřice je žula landštejnská (100 km2 – Zoubek). Je hrubozrnnější a bohatší muskovitem.
6. typPoměrně chudý žilný doprovod (aplity, pegmatity, žulové porfyry, méně i lamprofyry) vystupuje i mimo pluton v krystalických břidlicích moldanubika a moravika.